# タイモ

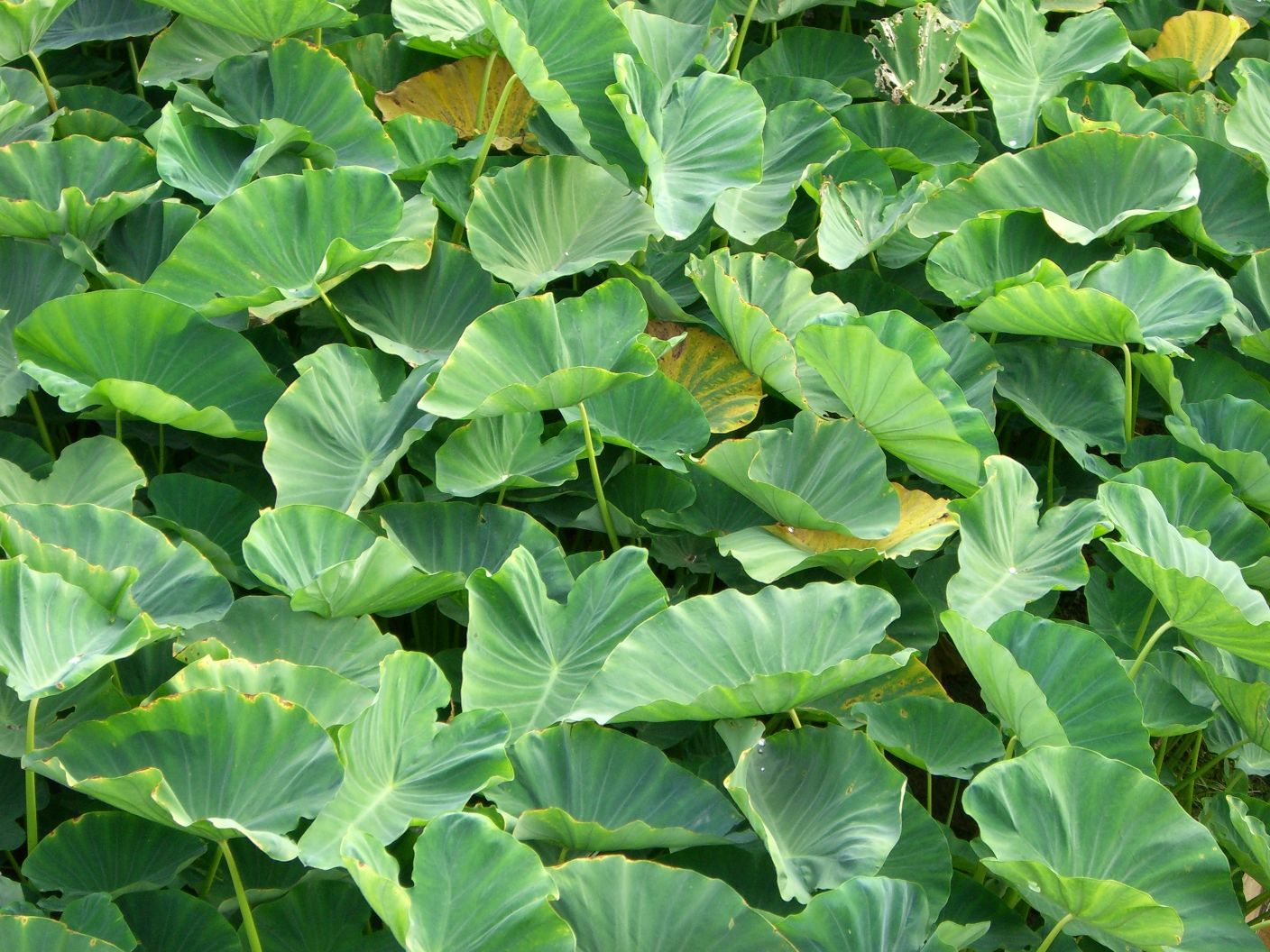
沖縄のタイモ

タイモ（田芋）は、浅い水を張った畑（水田）で栽培されるサトイモ。「ミズイモ（水芋）」とも呼ばれる。
主に日本の南西諸島の各地で栽培されており、地域によって呼び名が異なる。沖縄島では「ターンム」（金武町では「ターム」または「ターマーム」）、与論島では「ターヌウン」、沖永良部島では「ターニウム」、奄美大島では「ターウム」、喜界島では「ウム」などと呼ばれている。

## 概要・歴史
原産地はインド東部からインドシナ半島にかけての熱帯地方であり、一般的なサトイモの二倍体変種。草丈は1.5 - 2メートル (m) になり、根茎（球根、厳密には球茎）は長さ約15センチメートル (cm) の紡錘形となる。親芋の周囲に数個から10個以下程度の子芋ができ、親芋小芋ともに食用となる。小芋から出ている茎は次の栽培のために使用される。芋茎（ずいき）や若い葉も食用となる。赤茎種と白茎種とがあるが、主として白茎種が栽培されている。専用の水田で栽培されることもあるが、稲田の脇で栽培されることが多い。ただし、稲田の下流では品質が悪くなるとされる。水中で栽培するためネズミに食べられたりモグラに荒らされることがなく、台風にも強いため非常用の食糧として重宝されている。
南西諸島の自生植物ではなく人間によって持ち込まれた植物であり、一部野生化しているものもある。特別な道具を使わずに木の棒一本で栽培・収穫することができ、水田に植えたままで貯蔵できるなど利用しやすい作物であることから、南西諸島において稲作に先立って広く栽培されていたと考えられている。加熱すると一般的なサトイモより粘り気があり、各地でタイモを潰して餅状にした料理が作られている。色は薄紫色で、味は八頭に似ている。米の餅の原型であったとする説もある。

## 各地におけるタイモとその料理

### 沖縄島

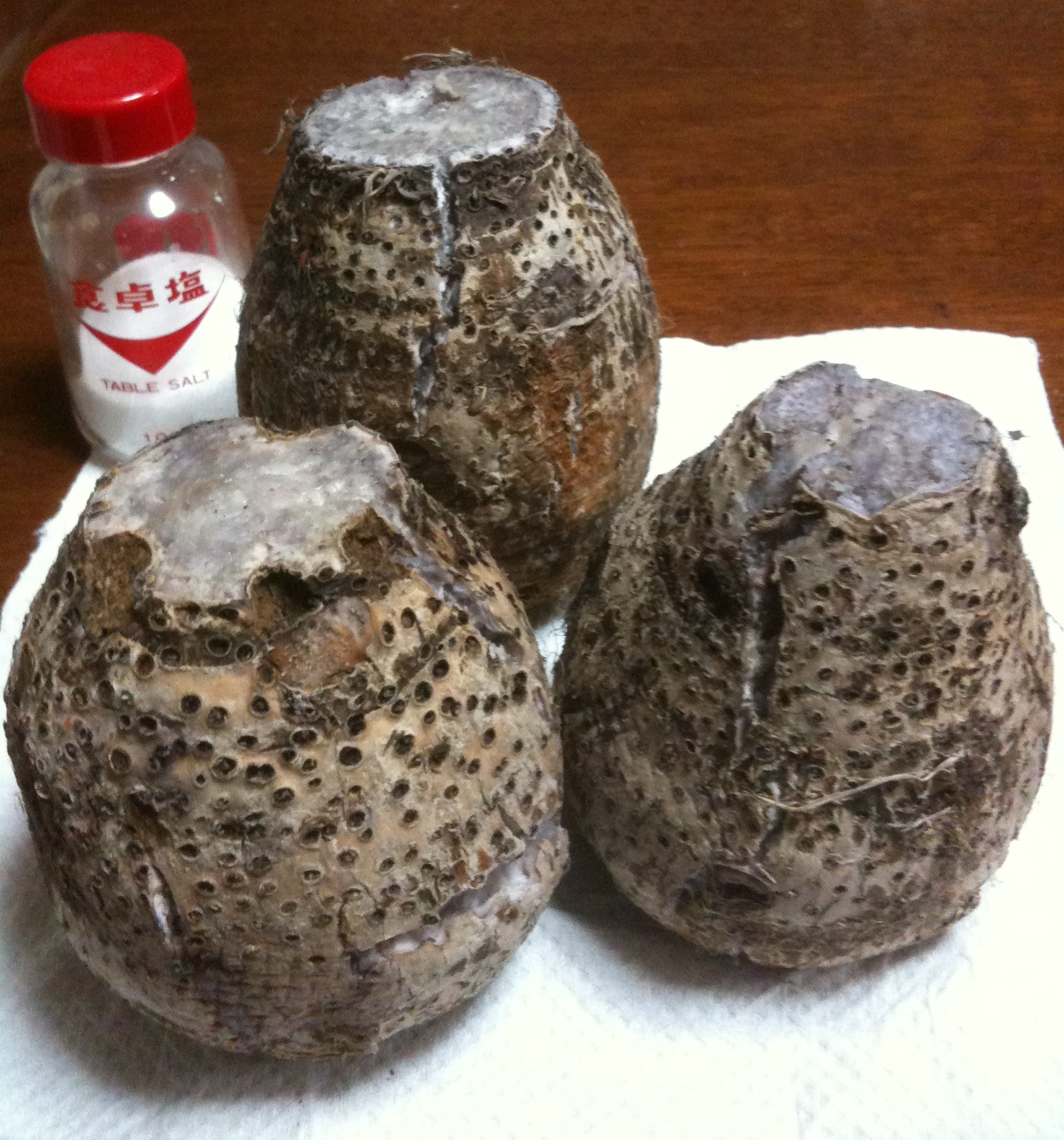
沖縄の店頭で販売されている蒸された状態のタイモ（ターンム）

沖縄島では、「ターンム」（金武町では「ターム」または「ターマーム」）とよばれる。水田で栽培され、植えてから約1年間で収穫され、昭和初期以前は正月用として収穫される冬植（11 - 2月）のみであったが、その後、春植（3 - 4月）や夏植（7-8月）も行われるようになった。生の状態では出荷されず、採りたてを蒸して芋の良否を判別してから出荷される。主な産地は宜野湾市の大山タイモ畑と金武町。親芋に子芋、孫芋が着床し、縁起物として伝統行事には欠かせない食材となっている。
- ディンガク（リンガク） - 漢字では「田楽」と表記される。蒸かした芋を潰して砂糖を加え混ぜ合わせペースト状にしたもので、栗金団に似ている。親芋に子芋や孫芋が成る様子から、子孫繁栄を願う正月料理としてつくられ、祝い事の膳にも欠かせない。なお日本本土からの観光客が沖縄の料理店で「味噌田楽」のつもりでディンガクを注文し、提供されたものに戸惑う例があるという。
- ドゥルワカシー（泥沸かし） - 芋と芋茎をそれぞれ茹で、豚の三枚肉や椎茸などの具を加えてペースト状になるまで炒り付けた伝統料理。法事や慶事につくられる。ドゥルワカシーを円く成形して揚げたドゥル天（ドゥルワカシーの天ぷら）は比較的最近に誕生した料理であるが、近年は冷凍食品としても流通し、県外の沖縄料理店で出されることもある。
- ムジ汁：あく抜きしたターンムの芋茎と小芋を、三枚肉や島豆腐と共にみそ汁あるいはすまし汁に仕立てる。
- トゥンジー（冬至）ジューシー：冬至に食べる炊き込みご飯。タイモ、にんじん、干し椎茸、三枚肉を炊き込む。
- ターンムの空揚げ：ターンムを半月または拍子木切りにして素揚げにし、砂糖醤油にからめる。お正月や清明祭の重詰め料理とされる。東道盆の一品でもある。

### 与論島
与論島では、「ターヌウン」または「タームジ」と呼ばれる。
- ウンニーマイ - 蒸かした芋と炊いた米を混ぜたもの。1月15日に食べる慣習がある。タイモの代わりにサツマイモを用いることもある。

### 沖永良部島
沖永良部島では、「ターニウム」と呼ばれ、主として島の中部地域（ナージマ）で栽培されている。夏植と冬植とがあり、2年または3年で収穫される。
- 田芋餅（ターニムムッチ） - 煮た芋を潰して黒砂糖を加えて混ぜ合わせ、丸めてきな粉をまぶしたもの。旧暦正月16日に行われる先祖祭の供え物としてつくられる。

### 奄美大島
奄美大島の南部では、「ターウム」または「タームジ」、北部では「クワリ」と呼ばれる。
- ヒキャゲ - 煮た芋ともち米の粉を混ぜて練ったもの。現在ではタイモの代わりにサツマイモが使われている。正月18日または20日に神棚に供える風習を残す地区もある。

### トカラ列島
トカラ列島では旧暦2月から3月にかけて植えられ、2年目の12月から翌正月にかけて収穫される。
- イモンモチ（イモノモチ） - 茹でた芋を潰したもの。
- 芋の焼餅 - すりおろしたタイモとサツマイモを混ぜて油で揚げたもの。

### 屋久島・種子島
屋久島および種子島北部では、「タイモ」、種子島南部では「ミズイモ」または「カワイモ（川芋）」と呼ばれている。屋久島では、永田地区でのみ栽培されている。